# Alois Liška
Alois Liška (ur. 20 listopada 1895 w Záborčí pod Libercem, zm. 7 lutego 1977 w Londynie) – czechosłowacki wojskowy, żołnierz obu wojen światowych, najbardziej znany jako dowódca 1 Czechosłowackiej Brygady Pancernej w czasie oblężenia Dunkierki w latach 1944–1945.

## Wczesne życie
Alois Liška urodził się 20 listopada 1895 r. we wsi Záborčí, około 17 kilometrów na południowy wschód od Liberca. Był jednym z sześciorga rodzeństwa. W czerwcu 1914 r. zdał maturę i ukończył gimnazjum w Turnovie.

## Służba wojskowa
W 1915 r., podczas I wojny światowej, Liška został wcielony do armii austro-węgierskiej i wysłany na front rosyjski. Rok później trafił do niewoli (jedno ze źródeł podaje, że przeszedł na stronę wroga). W 1917 r. zgłosił się na ochotnika do tworzącego się Legionu Czechosłowackiego w Rosji, gdzie służył w artylerii.
Po powrocie do Czechosłowacji w 1920 r. Liška wstąpił do armii jako zawodowy oficer i służył w 51 Pułku Artylerii w Starym Boleslaviu, przechodząc od stanowiska dowódcy kompanii do dowódcy pułku. Kiedy Niemcy zajęli ziemie czeskie w 1939 r., wyjechał z kraju.
Podczas bitwy o Francję dowodził 1 Pułkiem Artylerii, a po klęsce wojsk alianckich wraz z pułkiem ewakuowano go do Wielkiej Brytanii. W 1943 r. Liška został awansowany na generała brygady, a od marca tego roku dowodził Samodzielną Brygadą Czechosłowacką, która następnie przekształciła się w Samodzielną Czechosłowacką Brygadę Pancerną, by finalnie stać się 1 Czechosłowacką Brygadą Pancerną. Jednostka została przeniesiona do Francji w sierpniu 1944 r. Liška dowodził oblężeniem Dunkierki od października 1944 r. do maja 1945 r. 9 maja przyjął kapitulację niemieckiego garnizonu.

## Okres powojenny
Po wojnie Liška wrócił do Czechosłowacji, gdzie ponownie spotkał się z żoną i córką, które zostały uwolnione z niemieckich obozów koncentracyjnych; jego syn Jaroslav i starszy brat Josef zostali zastrzeleni podczas jednego z marszów śmierci. Liška został mianowany szefem sztabu Czechosłowackiej Armii Ludowej w kwietniu 1945 r. przez prezydenta Edvarda Beneša, ale nominacji nie zatwierdziły władze radzieckie. Zamiast tego Liška został dowódcą Akademii Wojskowej i awansowany na pełnego generała w 1946 r. Po praskim zamachu stanu w 1948 r. i wynikających z niego czystek wśród „londyńskich” oficerów został jednak zwolniony z wojska i zmuszony do opuszczenia kraju bez rodziny.
Alois Liška zmarł w londyńskiej dzielnicy Putney 7 lutego 1977 r. Po upadku komunizmu w Europie Wschodniej został pośmiertnie odznaczony Orderem Milana Rastislava Štefánika 3. klasy przez prezydenta Václava Havla w 1991 r.